# Fischerwall (Kuckssee)
Der Fischerwall ist ein Bodendenkmal in der Gemeinde Kuckssee im Landkreis Mecklenburgische Seenplatte in Mecklenburg-Vorpommern.

## Beschreibung
Bei dem slawischen Burgwall handelt sich um die stark gestörten Reste einer zweigliedrigen Burganlage. Keramikfunde vor Ort belegen, dass die Burg seit dem 10. Jahrhundert bestanden hat. Sie war eine typische Niederungsburg. Die Gesamtgröße beträgt 150 × 60 Meter. Es ist anzunehmen, dass sie die Nachfolgeburg des nahen Burgwalles Grapenwerder war, der nur wenige hundert Meter weiter südwestlich auf einer Anhöhe lag. Die Vorburg hatte einen quadratischen Grundriss, der Wall der Hauptburg war dagegen ein Rundwall. Dies ist für slawische Burgen eher selten, wurde aber schon von Ibrahim ibn Yaqub im 10. Jahrhundert erwähnt. Dem Wall wurde im 19. Jahrhundert immer wieder Erde entnommen, sodass das Aussehen der Burg stark verändert wurde. Zusätzlich wird die Burgstelle heute als Kuhkoppel genutzt, was dem Erhalt des Bodendenkmals nicht entgegenkommt. Vor- und Hauptburg waren durch einen schmalen Sanddamm miteinander verbunden. Der Zugang zur gesamten Wallanlage kam von Süden her und führte in Form einer Holzbrücke über den nahen kleinen Fluss. Im Luftbild ist zu erkennen, dass die Hauptburg leicht nordöstlich zur Vorburg ausgerichtet war. Diese Tatsache lässt einen kultischen Bau in der Hauptburg vermuten, denn slawische Tempelbauten waren oft nach Nordosten in Richtung Sonnenaufgang ausgerichtet. 
Das einzige Zugangstor des weiter südwestlich liegenden Burgwalls Grapenwerder zeigt genau zum Fischerwall. Ob dies Zufall oder Absicht war, lässt sich nicht mehr klären.